# Карнішево
Карнішево (пол. Karniszewo) — село в Польщі, у гміні Мелешин Гнезненського повіту Великопольського воєводства.
Населення — 360 осіб (2011).
У 1975-1998 роках село належало до Познанського воєводства.

## Демографія
Демографічна структура станом на 31 березня 2011 року:
|          | Загалом | Допрацездатний вік | Працездатний вік | Постпрацездатний вік |
| -------- | ------- | ------------------ | ---------------- | -------------------- |
| Чоловіки | 184     | 45                 | 124              | 15                   |
| Жінки    | 176     | 46                 | 105              | 25                   |
| Разом    | 360     | 91                 | 229              | 40                   |